# Priscula paeza
Priscula paeza är en spindelart som beskrevs av Huber 2000. Priscula paeza ingår i släktet Priscula och familjen dallerspindlar.
Artens utbredningsområde är Colombia. Inga underarter finns listade i Catalogue of Life.